# Citi Open 2021
Citi Open 2021 — тенісний турнір, що проходив на кортах з твердим покриттям у місті Вашингтон, США з 2 до 8 серпня. Належав до категорії ATP 500, був турніром серії Washington Open 2021 року.

## Фінальна частина

### Одиночний розряд
Яннік Сіннер —  Маккензі Макдоналд 7–5, 4–6, 7–5

### Парний розряд
Равен Класен /  Бен Маклахлан —  Ніл Скупскі /  Майкл Вінус 7–6(7–4), 6–4